# DAYTIMEプロトコル
DAYTIMEプロトコル（デイタイムプロトコル）は、インターネット・プロトコル・スイートのサービスの1つであり、1983年に発表された RFC 867 で定義されている。コンピュータネットワークの試験や計測を目的としたもので、TIMEプロトコルやNTPのような時刻同期を目的としたものではない。
ホストは、Transmission Control Protocol(TCP)またはUser Datagram Protocol(UDP)を使用し、ウェルノウンポート番号であるポート番号13で、DAYTIMEプロトコルに対応したサーバに接続する。サーバは、現在の日時をASCII文字列で返す。日時の表示形式はプロトコルでは定義されておらず、サーバの実装に依存する。

## inetdでの実装
UNIX系のオペレーティングシステムでは、DAYTIMEサーバはinetdファミリーのデーモンに組み込まれている。DAYTIMEサービスは通常、デフォルトで無効になっている。ファイル/etc/inetd.confに次の行を追加し、inetdで設定をリロードすることで有効になる。
```
daytime   stream  tcp     nowait  root    internal
daytime   dgram   udp     wait    root    internal
```

inetdのDAYTIMEサーバの出力は、以下のような形式である。
```
Monday, February 22, 1982 18:45:59-PST
```